# Contact juggling

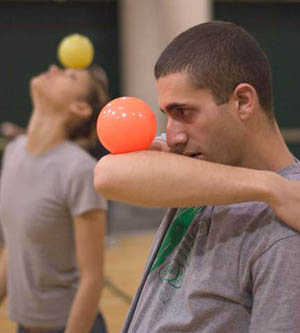
Contact juggling

Contact juggling is een discipline binnen het jongleren met ballen. Het is een sierlijke en zeer intensieve sport. Meestal wordt het beoefend met één of meer ca. 10 cm ronde acryl ballen (bepalende factor voor het formaat is de handgrootte). Het is bij contact juggling de bedoeling dat de ballen doorlopend in contact blijven met het lichaam en daarbij zo veel mogelijk verschillende patronen te maken of trucs mee te doen.